# Château de Villiers-le-Bâcle
Le château de Villiers-le-Bâcle est un château français situé dans la commune de Villiers-le-Bâcle, dans le département de l'Essonne et la région Île-de-France, à vingt-deux kilomètres au sud-ouest de Paris.
Datant du XVIIIe siècle, il est entouré d'un parc de 40 ha. Il a été partiellement inscrit aux monuments historiques en 1946,.

## Situation
| \| Localisation du château de Villiers-le-Bâcle dans l'Essonne. · Château de Villiers-le-Bâcle \| Localisation du château de Villiers-le-Bâcle dans l'Essonne. |
| Localisation du château de Villiers-le-Bâcle dans l'Essonne. · Château de Villiers-le-Bâcle                                                                    |

Le château se situe dans un parc clos de 40 ha, dont 36 ha de forêt. Ce parc se trouve en bordure du plateau de Saclay et sur les flancs de la vallée de la Mérantaise.

## Histoire
Le château se trouve sur le fief de Villiers, parfois appelé fief de Presles. Ce fief a appartenu à Jean Le Bâcle de 1310 à 1332, à Jean de Presles en 1403, aux Voisins du XIVe siècle au XVIe siècle, puis au XVIIe siècle à Françoise Lombard, Michel Lucas et Nicolas de Bartillat, au XVIIIe siècle à Claude Olivier Boucher et Ajorrant de Tracy.
Au milieu du XVIIe siècle, un hôtel particulier se trouvait à l'emplacement actuel du château : l'hôtel de Presles. Il appartenait à Françoise Lombard.
Le château actuel a été construit vers 1650 par Michel Lucas, familier de Louis XIII, sur les ruines de l'édifice précédent.
Une restauration importante a été réalisée au début du XIXe siècle, par la famille Biver. 
De 1995 à 2021, le château de Villiers le Bâcle a appartenu à l'imitateur Yves Lecoq , qui en a assuré la restauration, avant de le revendre à l'homme d'affaires Xavier Niel.
La vie quotidienne à la Belle Epoque au château de Villiers-le-Bâcle et dans les environs, est bien connue grâce à l'importante série de photographies prise par Eugène Biver,, présentant les labours, les moissons, la chasse, la Fête-Dieu, etc. à Villiers-le-Bâcle. Cette série est découverte par hasard dans une poubelle en 2013.
Le presbytère est aménagé en logement d'habitation.
La parcelle où étaient situés le tribunal et la prison a été cédée à la commune de Villiers-le-Bâcle, pour l'agrandissement du cimetière.
Le Château est normalement fermé au public, mais des visites sont organisées l'été. Aussi, le château est régulièrement loué pour des événements privés ou des tournages cinématographiques. Des films ou des séries télévisées dont le tournage a eu lieu au château sont, par exemple, les suivants :
- Films
  - Ridicule (1996)
  - Les Âmes grises (2005)
  - Bécassine ![12] (2018)

- Séries télévisées
  - Nicolas Le Floch (2008-2015)
  - L'épisode 85 (La femme aux gardénias, 2017) de la série Joséphine, ange gardien

## Architecture

### Extérieur
Le bâtiment est de style Louis XIII, en H. Il est composé d'un corps de logis simple, complété de deux ailes. Il est construit en pierres meulières, avec un toit en ardoise. La façade est revêtue de briques. Il était entouré de douves, comblées au début du XIXe siècle. Une horloge a été ajoutée au fronton au XIXe siècle.
Le château pouvait fonctionner en autarcie : une petite ferme était exploitée au XVIIe siècle par Antoine Lecoq[précision nécessaire]. Il existe en outre un potager, une basse-cour, une orangerie et des serres.
Des écuries ont été construites au XVIIe siècle et au XIXe siècle.
Il a existé un tribunal et une prison dans le parc.
Un presbytère était situé près du château. Il a été transféré dans le village au début du XXe siècle, à l'emplacement de l'actuel musée Foujita.

### Intérieur
Au rez-de-chaussée, on trouve une cuisine de type XIXe siècle, équipée d'une grande hotte (vestige d'une cheminée du XVIIe siècle), ainsi qu'un grand fourneau (potager) et quatre salons. Un grand escalier de pierre donne accès au 1er étage ; il s'agit d'une copie de celui de l'hôtel de Beauvais.
Au 1er étage, le château possède deux chambres d'apparat. À l'origine, elles étaient en enfilade ; elles sont maintenant desservies par une galerie.
Sous les combles étaient aménagées dix chambres qui accueillaient les domestiques.

## Pour approfondir